# Annenriede
Die Annenriede, auch Annengraben genannt, ist ein etwa 25 km langer rechtsseitiger Nebenfluss der Delme und gehört zum Flusssystem der Weser.

## Verlauf
Die Annenriede entspringt südwestlich des Weilers Brammer und östlich des Dorfes Holzhausen im Gebiet der Gemeinde Beckeln im Schlatt bei Brammer, das als Naturdenkmal ausgewiesen ist, und verläuft dann in nördlicher Richtung. Sie fließt durch das Landschaftsschutzgebiet  Harpstedter Geest, am südwestlichen Rande des Naturdenkmals Schlatt am Annengraben (das vom vorgenannten LSG umschlossen ist) entlang, danach durch das (ebenfalls von LSG umschlossene, ostsüdöstlich von Harpstedt gelegene) Naturschutzgebiet Brammer und dabei durch das Brammer Moor (bzw. Moor am Brammer). Sie unterquert die Autobahn A 1 nordnordöstlich von Horstedt, fließt unmittelbar danach (immer noch im LSG) durch das Annenmoor, bald darauf durch das Rischmoor, kurz dahinter in das Gebiet der Stadt Delmenhorst, am Standortübungsplatz Delmenhorst–Große Höhe und anschließend zwischen den Ortsteilen Brendel (nordwestlich) und Annenheide (südöstlich) vorbei, danach durch den Ortsteil Annenriede. Nachdem die Annenriede noch durch den Ortsteil Stickgras geflossen ist, geht sie auf 53° 2′ 25,59″ N, 8° 40′ 50,86″ O in die Heidkruger Bäke über; diese mündet am Nordrand des Ortsteiles Donneresch orografisch rechtsseitig in die Delme.